# Sosnowka (rejon talicki)
Sosnowka (ros. Сосновка) – osiedle w Rosji, w obwodzie swierdłowskim, w rejonie talickim. W 2010 liczyło 223 mieszkańców.